# Phân số đơn vị

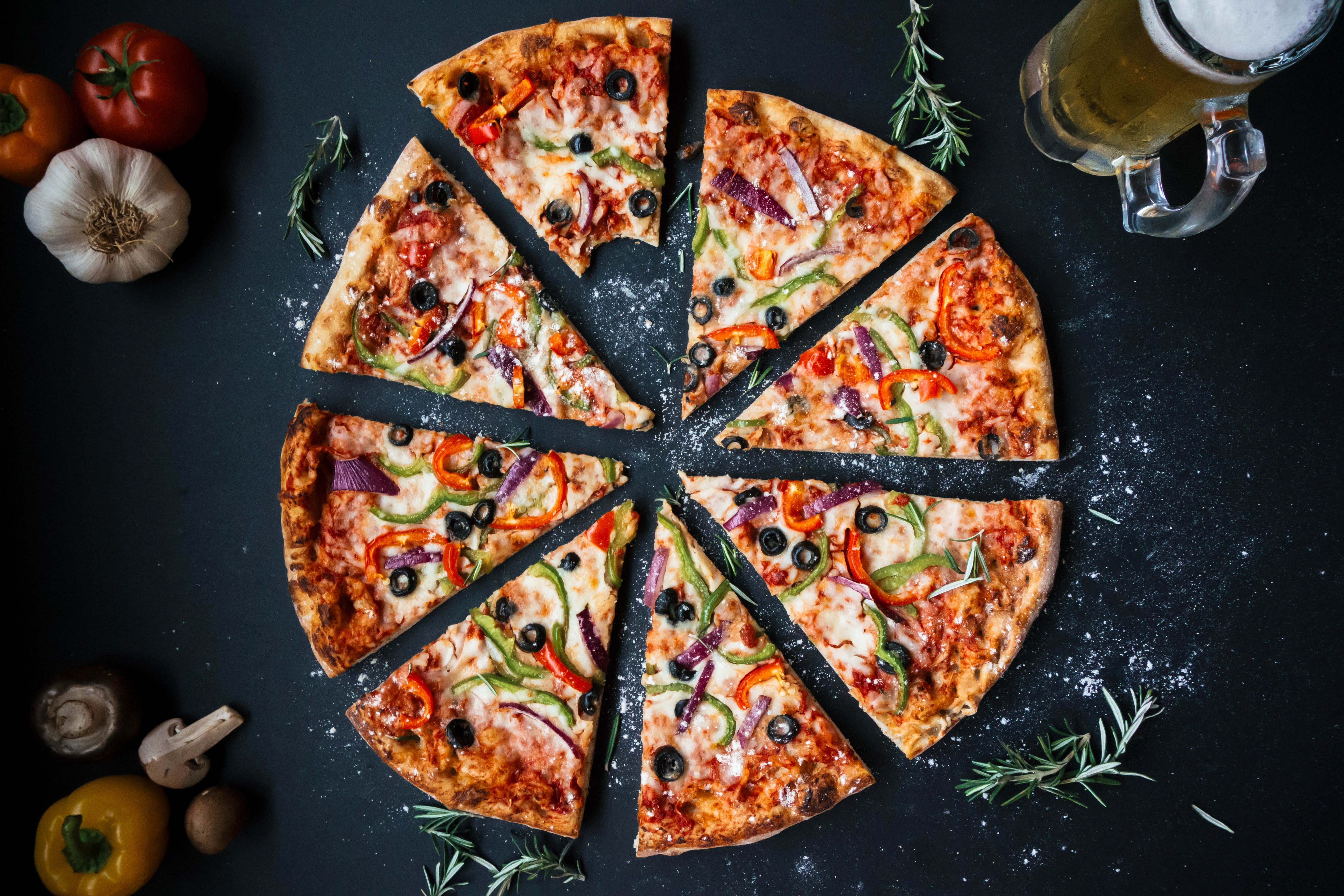
Chiếc bánh pizza được cắt nhỏ; mỗi miếng bánh là chiếc bánh.

Phân số đơn vị là phân số dương có tử số bằng 1, tức có dạng {\displaystyle {\frac {1}{n}}} với {\displaystyle n} là số nguyên dương. Phân số đơn vị là phân số nghịch đảo của mẫu số của chính nó (ví dụ: {\displaystyle {\frac {1}{1}},{\frac {1}{2}},{\frac {1}{3}},{\frac {1}{4}},\dots }). Khi một vật được chia nhỏ thành nhiều phần bằng nhau, mỗi phần nhỏ là một phần phân số đơn vị của vật lớn.
Phép nhân giữa hai phân số đơn vị cho kết quả là một phân số đơn vị mới, nhưng những phép toán sơ cấp khác (cộng, trừ, chia) thường không cho ra kết quả là phân số đơn vị. Trong hệ thống số học mô đun, các phân số đơn vị có thể được biến đổi thành số nguyên tương đương, từ đó biến phép chia modulo thành phép nhân.
Mọi số hữu tỉ đều có thể được viết dưới dạng tổng các phân số đơn vị riêng biệt – tổng này được gọi là phân số Ai Cập vì chúng được sử dụng trong nền toán học Ai Cập cổ đại. Một số tổng có vô hạn hạng tử dưới dạng này có tầm quan trọng lớn trong lĩnh vực toán học.
Trong lĩnh vực hình học, phân số đơn vị được dùng để biểu thị độ cong của các nhóm tam giác và tiếp điểm của các đường tròn Ford. Bài toán chia đều thường sử dụng đến phân số đơn vị, và vì vậy khái niệm này thường được sử dụng trong việc giảng dạy môn toán, giúp học sinh nắm rõ khái niệm phân số và làm bước đệm để hiểu được các phân số tổng quát hơn. Các phân số đơn vị cũng xuất hiện nhiều trong lĩnh vực xác suất thống kê do nguyên lý phi thiên vị trong lý thuyết xác suất (xác suất là như nhau cho mọi kết quả). Phân số đơn vị cũng có ứng dụng trong các bài toán tối ưu hóa tổ hợp và phân tích quy luật của các tần số trong chuỗi quang phổ của khí hydro.

## Số học
Phân số đơn vị là các số hữu tỉ được viết dưới dạng {\displaystyle {\frac {1}{n}}}, trong đó {\displaystyle n} là số tự nhiên bất kỳ; vì vậy, phân số đơn vị chính là phân số nghịch đảo của {\displaystyle n}. Khi một vật được chia thành {\displaystyle n} phần nhỏ, mỗi phần nhỏ đó là {\displaystyle {\frac {1}{n}}} của vật lớn.

### Số học sơ cấp
Phép nhân giữa hai phân số đơn vị cho kết quả là một phân số đơn vị mới:
{\displaystyle {\frac {1}{x}}\times {\frac {1}{y}}={\frac {1}{xy}},}
nhưng phép cộng, trừ, hay chia giữa hai phân số đơn vị lại thường cho kết quả không có dạng phân số đơn vị:
{\displaystyle {\frac {1}{x}}+{\frac {1}{y}}={\frac {x+y}{xy}}}
{\displaystyle {\frac {1}{x}}-{\frac {1}{y}}={\frac {y-x}{xy}}}
{\displaystyle {\frac {1}{x}}\div {\frac {1}{y}}={\frac {y}{x}}.}
Biểu thức cuối cùng cho thấy mọi phân số đều có thể viết dưới dạng thương số của hai phân số đơn vị.

### Số học mô đun
Trong hệ thống số học mô đun, mọi phân số đơn vị có thể được biến đổi thành một số nguyên tương thông qua thuật toán Euclid mở rộng. Số nguyên này sau đó có thể được sử dụng để làm phép chia modulo: phép chia cho {\displaystyle x} theo modulo {\displaystyle y} có thể tính bằng cách chuyển phân số đơn vị {\displaystyle {\frac {1}{x}}} thành số nguyên tương đương theo modulo {\displaystyle y}, rồi sau đó nhân với số đó.
Ví dụ, giả sử hai số {\displaystyle x} và {\displaystyle y} là hai số nguyên tố cùng nhau (vì nếu không thì phép chia cho {\displaystyle x} theo modulo {\displaystyle y} không xác định). Sử dụng phép giải thuật Euclid mở rộng cho ước số chung lớn nhất, ta tìm được hai số nguyên {\displaystyle a} và {\displaystyle b} thỏa mãn bổ đề Bézout:
{\displaystyle ax+by=\gcd(x,y)=1.}
Có thể triệt tiêu hạng tử {\displaystyle by} trong biểu thức với modulo {\displaystyle y} vì hạng tử này bằng {\displaystyle 0{\bmod {y}}}. Từ đó có:
{\displaystyle ax\equiv 1{\pmod {y}}}
có nghĩa là {\displaystyle a} là nghịch đảo modulo của {\displaystyle x} – tích của hai số này bằng 1. Từ đó có biểu thức tương đương:
{\displaystyle a\equiv {\frac {1}{x}}{\pmod {y}}.}
Vậy để chia {\displaystyle x} (mod {\displaystyle y}) chỉ cần nhân với số nguyên {\displaystyle a} này.

## Kết hợp
Một số cấu trúc toán học bao gồm các phân số đơn vị được kết hợp với nhau, thường là bằng cách cộng các phân số với nhau.

### Tổng hữu hạn
Mọi số hữu tỉ dương đều có thể được viết dưới dạng tổng các phân số đơn vị riêng biệt, và mỗi số thường có nhiều cách viết. Ví dụ:
{\displaystyle {\frac {4}{5}}={\frac {1}{2}}+{\frac {1}{4}}+{\frac {1}{20}}={\frac {1}{3}}+{\frac {1}{5}}+{\frac {1}{6}}+{\frac {1}{10}}.}
Các tổng này được gọi là phân số Ai Cập vì các nền văn minh Ai Cập cổ đại đã dùng những tổng dạng này để biểu diễn các số hữu tỉ nói chung. Đến ngày nay, các nhà toán học vẫn phân tích phương pháp mà người Ai Cập cổ đại đã dùng để chọn một trong số các tổng có thể dùng để biểu thị số và làm các phép toán với chúng. Các phân số Ai Cập cũng xuất hiện trong lý thuyết số hiện đại; bài toán Erdős–Graham, phỏng đoán Erdős–Straus và định nghĩa của số hài hòa Ore đều phụ thuộc vào tổng của các phân số đơn vị.

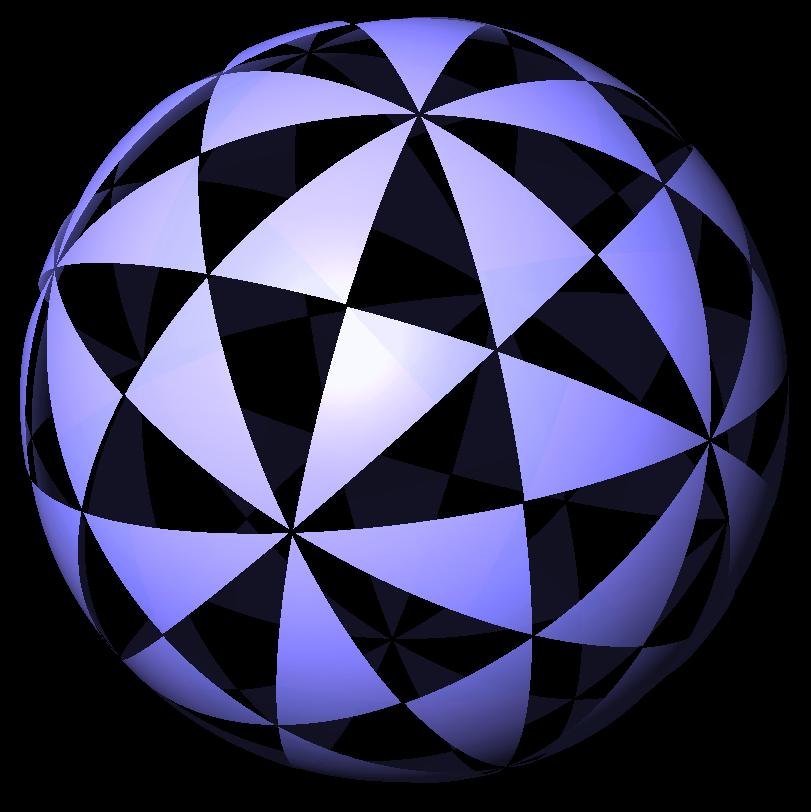
Mô hình hình cầu gồm các tam giác đối xứng gương với nhau qua mỗi cạnh. Các mô hình hình cầu như trên ảnh với, và tam giác tại mỗi đỉnh (trong ví dụ có) có họa tiết đối xứng gương chỉ tồn tại khi.

Trong lý thuyết nhóm hình học, các nhóm tam giác được phân loại thành các trường hợp dạng Euclid, hình cầu, và hình hyperbole theo tiêu chí tổng các phân số đơn vị liên quan bằng 1, lớn hơn 1, hoặc nhỏ hơn 1.

### Chuỗi vô hạn
Nhiều chuỗi vô hạn nổi tiếng có các hạng tử là các phân số đơn vị, bao gồm:
- Chuỗi điều hòa là tổng của mọi phân số đơn vị dương. Chuỗi này phân kì với vô hạn số hạng, và tổng riêng{\displaystyle {\frac {1}{1}}+{\frac {1}{2}}+{\frac {1}{3}}+\cdots +{\frac {1}{n}}}của chuỗi có giá trị xấp xỉ {\displaystyle \ln {n}+\gamma }, trong đó {\displaystyle \gamma } là hằng số Euler-Mascheroni {\displaystyle \gamma \approx 0.5572}.[13] 
Nếu thay thế luân phiên phép cộng và phép trừ trong chuỗi trên, ta có chuỗi mới có tổng bằng logarit tự nhiên của 2:[14]{\displaystyle \sum _{n=1}^{\infty }{\frac {(-1)^{n+1}}{n}}=1-{\frac {1}{2}}+{\frac {1}{3}}-{\frac {1}{4}}+{\frac {1}{5}}-\cdots =\ln 2.}

- Công thức Leibniz để tính số π là:[15]{\displaystyle {\frac {\pi }{4}}=1-{\frac {1}{3}}+{\frac {1}{5}}-{\frac {1}{7}}+{\frac {1}{9}}-\cdots =\sum _{k=0}^{\infty }{\frac {(-1)^{k}}{2k+1}}.}
- Bài toán Basel yêu cầu tính chính xác tổng mọi phân số đơn vị có mẫu số là số chính phương:[16]{\displaystyle 1+{\frac {1}{4}}+{\frac {1}{9}}+{\frac {1}{16}}+\cdots ={\frac {\pi ^{2}}{6}}.} 
Tương tự, hằng số Apéry là một số vô tỉ có giá trị bằng tổng mọi phân số đơn vị có mẫu số là số lập phương.[17]

- Chuỗi hình học nhị phân có dạng:[18]{\displaystyle 1+{\frac {1}{2}}+{\frac {1}{4}}+{\frac {1}{8}}+{\frac {1}{16}}+\cdots =2.}

### Ma trận
Ma trận Hilbert là ma trận vuông có các phần tử trên đường chéo phụ thứ {\displaystyle i} đều bằng {\displaystyle {\frac {1}{i}}}, hoặc nói cách khác là có các phần tử dưới dạng
{\displaystyle B_{i,j}={\frac {1}{i+j-1}}.}
Ví dụ, ma trận sau đây là ma trận Hilbert:
{\displaystyle {\begin{bmatrix}1&{\frac {1}{2}}&{\frac {1}{3}}\\{\frac {1}{2}}&{\frac {1}{3}}&{\frac {1}{4}}\\{\frac {1}{3}}&{\frac {1}{4}}&{\frac {1}{5}}\end{bmatrix}}.}
Ma trận này có ma trận nghịch đảo có toàn bộ các phần tử là số nguyên. Tương tự, Thomas Richardson định nghĩa nên một ma trận có các phần tử là phân số đơn vị có mẫu số là số Fibonacci:
{\displaystyle C_{i,j}={\frac {1}{F_{i+j+1}}},}
trong đó {\displaystyle F_{i}} là số Fibonacci thứ {\displaystyle i}. Ma trận này được gọi là ma trận Filbert, và có các phần tử nguyên trong ma trận nghịch đảo như ma trận Hilbert.

### Phân số kề nhau và đường tròn Ford

Một cặp phân số có đường tròn Ford tiếp xúc ngoài có hiệu số là một phân số đơn vị.

Hai phân số tối giản {\displaystyle {\frac {a}{b}}} và {\displaystyle {\frac {c}{d}}} được gọi là hai phân số kề nhau (adjacent) nếu
{\displaystyle ad-bc=\pm 1,}
từ đó suy ra hai phân số này có hiệu số là phân số đơn vị:
{\displaystyle \left\vert {\frac {1}{a}}-{\frac {1}{b}}\right\vert ={\frac {\left\vert ad-bc\right\vert }{bd}}={\frac {1}{bd}}.}
Ví dụ, hai phân số {\displaystyle {\frac {1}{2}}} và {\displaystyle {\frac {3}{5}}} kề nhau vì {\displaystyle 1\cdot 5-2\cdot 3=-1} và {\displaystyle {\frac {3}{5}}-{\frac {1}{2}}={\frac {1}{10}}}. Tuy nhiên, có một số cặp phân số có hiệu số là phân số đơn vị, nhưng lại không kề nhau – ví dụ, hai phân số {\displaystyle {\frac {1}{3}}} và {\displaystyle {\frac {2}{3}}} có hiệu số là phân số đơn vị ({\displaystyle {\frac {1}{3}}}), nhưng lại không kề nhau vì {\displaystyle 1\cdot 3-2\cdot 3=-3.}
Khái niệm phân số kề nhau nêu trên xuất phát từ khái niệm đường tròn Ford. Các đường tròn này có tiếp điểm với trục số là một phân số nhất định, và có đường kính là {\displaystyle {\frac {1}{q^{2}}}}, trong đó {\displaystyle q} là mẫu số của tiếp điểm. Hai phân số {\displaystyle {\frac {a}{b}}} và {\displaystyle {\frac {c}{d}}} kề nhau khi và chỉ khi đường tròn Ford của hai phân số tiếp xúc ngoài với nhau tại duy nhất một điểm.

## Ứng dụng

### Phép chia đều và ứng dụng trong sư phạm toán học
Các chương trình giáo dục toán học thường đưa các phân số đơn vị ra giới thiệu trước các loại phân số khác, bởi lẽ các ví dụ trực quan về phân số đơn vị (chia một vật thành nhiều phần bằng nhau) thường dễ hiểu hơn cho người học. Một ứng dụng thường gặp của các phân số đơn vị là bài toán chia đều đồ ăn cho nhiều người; các bài toán theo dạng này thường được dùng làm ví dụ để dạy học sinh cách làm phép tính bằng phân số đơn vị.

### Xác suất thống kê

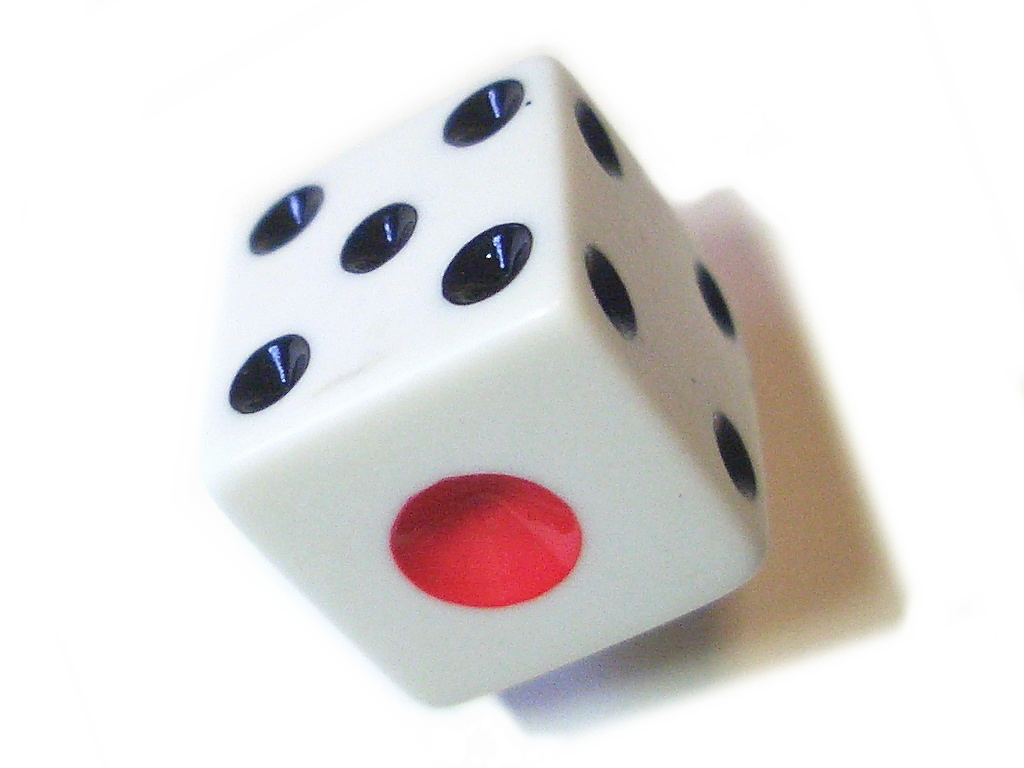
Xác suất gieo trúng mỗi mặt của xúc xắc 6 mặt là.

Trong hàm phân phối đều rời rạc, xác suất của các kết quả là các phân số đơn vị bằng nhau; các giá trị xác suất dưới dạng này thường xuất hiện nhiều trong các bài toán thống kê do nguyên lý phi thiên vị trong lý thuyết xác suất.
Các giá trị xác suất không đều nhau có mối tương quan với phân số đơn vị xuất hiện trong định luật Zipf. Định luật cho rằng trong số nhiều trường hợp, khi chọn các yếu tố từ một chuỗi được sắp xếp theo thứ tự, xác suất yếu tố ở vị trí thứ {\displaystyle n} được chọn tỉ lệ thuận với {\displaystyle {\frac {1}{n}}}.

### Tối ưu hóa tổ hợp
Bài toán tối ưu hóa tổ hợp có tên gọi là bài toán đóng thùng (bin packing) yêu cầu đặt các "vật phẩm" có "kích thước" là số hữu tỉ vào các "thùng" có sức chứa bằng 1. Các công trình nghiên cứu bài toán này bao gồm nghiên cứu các dạng bài đóng thùng có kích thước của các vật phẩm là phân số đơn vị, với mục tiêu sử dụng lời giải của các bài toán này làm phép thử cho các phương pháp giải các bài toán đóng thùng dạng tổng quát hơn.
Một bài toán khác ứng dụng lời giải nêu trên là bài toán xếp lịch vòng quay (pinwheel scheduling), trong đó yêu cầu của bài toán là xếp các tin nhắn có độ dài bằng nhau trên một hay nhiều vòng quay quay liên tục, trong đó thời gian chờ giữa hai lần phát cùng một tin nhắn không được vượt quá một giá trị nhất định. Một tin nhắn có thời gian chờ bằng {\displaystyle k} lần độ dài của chính nó phải chiếm ít nhất {\displaystyle {\frac {1}{k}}} thời gian trên vòng quay tương ứng, vậy nên lời giải của bài toán xếp lịch này phải được suy ra từ lời giải của bài toán đóng thùng dưới dạng phân số đơn vị, trong đó các vòng quay là các thùng và các vật phẩm có kích thước {\displaystyle {\frac {1}{k}}}.
Kể cả trong các bài toán có các kích thước vật phẩm tổng quát, một phương pháp giải hữu hiệu là làm tròn lên kích thước của các vật phẩm đến phân số đơn vị liền sau, sau đó áp dụng thuật toán chuyên giải các bài toán đóng thùng có dạng phân số đơn vị. Thuật toán đóng thùng điều hòa sử dụng phương pháp làm tròn này, sau đó gộp các vật phẩm có kích thước bằng nhau sau khi đã làm tròn với nhau.

### Vật lý

Chuỗi quang phổ của hydro trên thang đo lôgarit. Tần số của các đường phát xạ tỉ lệ thuận với hiệu số của các cặp phân số đơn vị.

Theo công thức Rydberg, các mức năng lượng của các photon được hấp thụ hoặc phát ra bởi nguyên tử hydro tỉ lệ thuận với hiệu số của hai phân số đơn vị. Mô hình Bohr lý giải hiện tượng này – mức năng lượng của các orbital electron trong nguyên tử hydro tỉ lệ nghịch với một số các phân số đơn vị có mẫu số là số chính phương, và mức năng lượng của một photon được lượng tử hóa thành hiệu số năng lượng của hai mức.
Arthur Eddington cho rằng hằng số cấu trúc tinh tế có dạng phân số đơn vị. Ông phỏng đoán phân số này là {\displaystyle {\frac {1}{136}}} và về sau sửa lại giả thuyết của mình thành {\displaystyle {\frac {1}{137}}}; hiện nay, hằng số này được ước tính bằng khoảng {\displaystyle {\frac {1}{137,036}}}.